# Szabó Illés
Szabó Illés (Budapest, 1948 –) magyar író, újságíró.

## Családja
1976-ban kötött házasságot Kóródi Mária jogásszal. Leányuk Réka (1978-ban született).

## Életpályája
A Ferencvárosban nőtt fel, majd a Belvárosban járt gimnáziumba. Érettségi után három évig nem vették fel egyetemre, ezalatt volt piaci rakodómunkás, kérdezőbiztos a Magyar Rádióban, ejtőernyős kommandós Szolnokon, majd[forrás?] felvették a Testnevelési Egyetemre, ahol 1972-ben diplomázott.
Volt labdarúgóedző a Vasas] ifjúsági csapatainál, majd az MLSZ utánpótlás bizottságának titkára és a Vidék ifjúsági válogatottjának edzője lett. 1975-ben testnevelő tanárként helyezkedett el a Pasaréti úti általános iskolában, ezalatt jelentek meg első novellái az Élet és Irodalomban és az [[[Új Tükör]]ben. 1978-ban a Népsport munkatársa lett; a labdarúgó rovatban dolgozott nyolc éven keresztül. 1986-tól a Képes 7, majd a Mai Nap főmunkatársa lett. Főleg riportokat írt itthonról és külföldről, többek között Szardíniáról, Mauritiusról, Vietnámról, Thaiföldről, Dél-Afrikáról, Algériáról, Kubáról, Mexikóról, Vlagyivosztokról, amikor még zárt város volt, Albániáról, amikor még zárt ország volt. Tudósított az öbölháborúról, a délszláv és a román forradalomról, munkásságát több kitüntetéssel ismerték el. Később a Kurírban rovatvezető, majd az Európában főmunkatárs lett. 1993-ban abbahagyta az újságírást, tévésorozatok írásával tartotta fent magát, melyek mellett regényeket, játékfilmeket és színdarabokat ír. Rendezője volt egy színdarabnak (Joe evangéliuma) és egy nagyjátékfilmnek[forrás?] (Telitalálat) is. 

## Társadalmi szerepvállalása
A Magyar Filmakadémia tagja. 

## Művei

### Újságcikkek
Irodalmi és tényfeltáró riportok Magyarországról és a világ öt kontinenséről.

### Novellák
- (Új Tükör, Élet és Irodalom, egyéb irodalmi folyóiratok)

### Regények
- * Ordaskölykök  (Holnap)
- * A tizedik hónap (Harang)
- * Csillagkő (Auktor)
- * Mária gyűrűje (Ulpius-ház)
- * Telitalálat (Ulpius-ház)
- * A tarot regénye (Ulpius-ház)
- * Égből kapott (Kossuth)
- * Jelentések könyve (Pallas)
- * A csövesek nem horkolnak (Kossuth)
- * Szénszünet (Noran Libro)
- Archiválva 2021. szeptember 17-i dátummal a Wayback Machine-ben (Urbis Könyvkiadó Kft.)
- * Túlvilági krónikák (Kossuth Kiadó)

### Színdarabok
- Telihold (Budapesti Kamaraszínház)
- * Joe evangéliuma (Budapesti Kamaraszínház)
- * Kizökkent idők (Életünk 2013 - folyóírat)

### Forgatókönyvek
- Öregberény (tévésorozat)
- Kisváros (tévésorozat)
- Az öt zsaru (tévésorozat)
- Istálló (tévéfilm)
- Tranzitidő (tévéfilm)
- Telitalálat (nagyjátékfilm)
- Team building (nagyjátékfilm, dramaturg)

### Rendezések
- * Joe evangéliuma (színdarab)
- * Telitalálat (nagyjátékfilm)

## Díjai, elismerései
- Az Újságíró Szövetség nívódíja
- Istálló - (a Plovdivi Nemzetközi Tévéfilmfesztivál legjobb forgatókönyve)
- Telitalálat - (a Portói Nemzetközi Filmfesztivál különdíja, Tokiói a kategóriás Nemzetközi Filmfesztivál – 350 film közül a legjobb 16-ba válogatás)
- Add a bankot – színdarab (Komédium Színház pályázatának megosztott első díja)
- Tranzitidő – film (Magyar Filmszemlén a legjobb forgatókönyvíró címre jelölés)